# Anton Winkler
Anton Winkler (* 23. Februar 1954 in Bischofswiesen; † 8. Oktober 2016 in Berchtesgaden) war einer der erfolgreichsten Rennrodler der zweiten Hälfte der 1970er Jahre.
Anton Winkler war 1978 der erste Gesamtsieger des neu eingeführten Weltcups für Rennrodler vor dem großen italienischen Rodler Paul Hildgartner. Bei den Olympischen Winterspielen 1980 in Lake Placid errang Winkler die Bronzemedaille, bei den Weltmeisterschaften 1978 in Imst wurde er Zweiter, im Jahr zuvor in Igls Dritter. 1979 gewann er nochmals zusammen mit Anton Wembacher Bronze, diesmal im Doppelsitzer. 1977 wurde er bei den Europameisterschaften in Königssee Europameister. Deutscher Meister war Winkler 1976 und 1980. Hinzu kommen die deutschen Juniorenmeisterschaften 1970 bis 1973 des für den RC Berchtesgaden startenden Sportlers.
Winkler startete für den RC Berchtesgaden. Nach der aktiven Karriere wurde er ehrenamtlicher Übungsleiter am Stützpunkt Berchtesgaden-Königssee. Zudem fungierte er lange Jahre bei Rennen am Königssee als FIL-Kampfrichter. Er verstarb nach schwerer Krankheit im Alter von 62 Jahren.